# Planetshakers
Planetshakers es la banda de música de adoración contemporánea, una parte central de la Iglesia Planetshakers en Melbourne, Australia. 
Con más de 30 álbumes vendidos a nivel internacional la banda realiza giras anuales a  EE. UU, Reino Unido, Europa, Sudáfrica, el Sudeste Asia, Sudamérica, Australia y Nueva Zelanda y ha tenido mucho éxito al haber sido nominado para múltiples GMA Dove Awards.

## Historia
Fue formada en Adelaide para la primera Conferencia de Planetshakers en 1997, la banda tiene el objetivo de difundir la música de adoración contemporánea en todo el mundo. Ahora están establecidos en Melbourne en la iglesia Planetshakers, bajo el liderazgo de los pastores principales Russell y Sam Evans. 
Guy Sebastian, exmiembro de la banda Planetshakers de 2002 a 2005 fue líder de adoración grabando álbumes para la Iglesia Planetshakers Church en las conferencias de Paradise Community Church, ganó el primer Australian Idol y se convirtió en una estrella masiva en el país.
Se informó en 2008 que Michael Guglielmucci, exbajista de la banda Planetshakers, había afirmado de manera fraudulenta que se estaba muriendo de cáncer. Durante este tiempo Guglielmucci recibió dinero de seguidores que creían que su enfermedad era real. Guglielmucci también escribió la canción "Healer" (Sanador) para el álbum Saviour of The World (2007), una canción de aliento para los creyentes que sufrían de cáncer. Guglielmucci explicó sus acciones como resultado de un largo plazo la adicción a la pornografía.

## Miembros de la banda

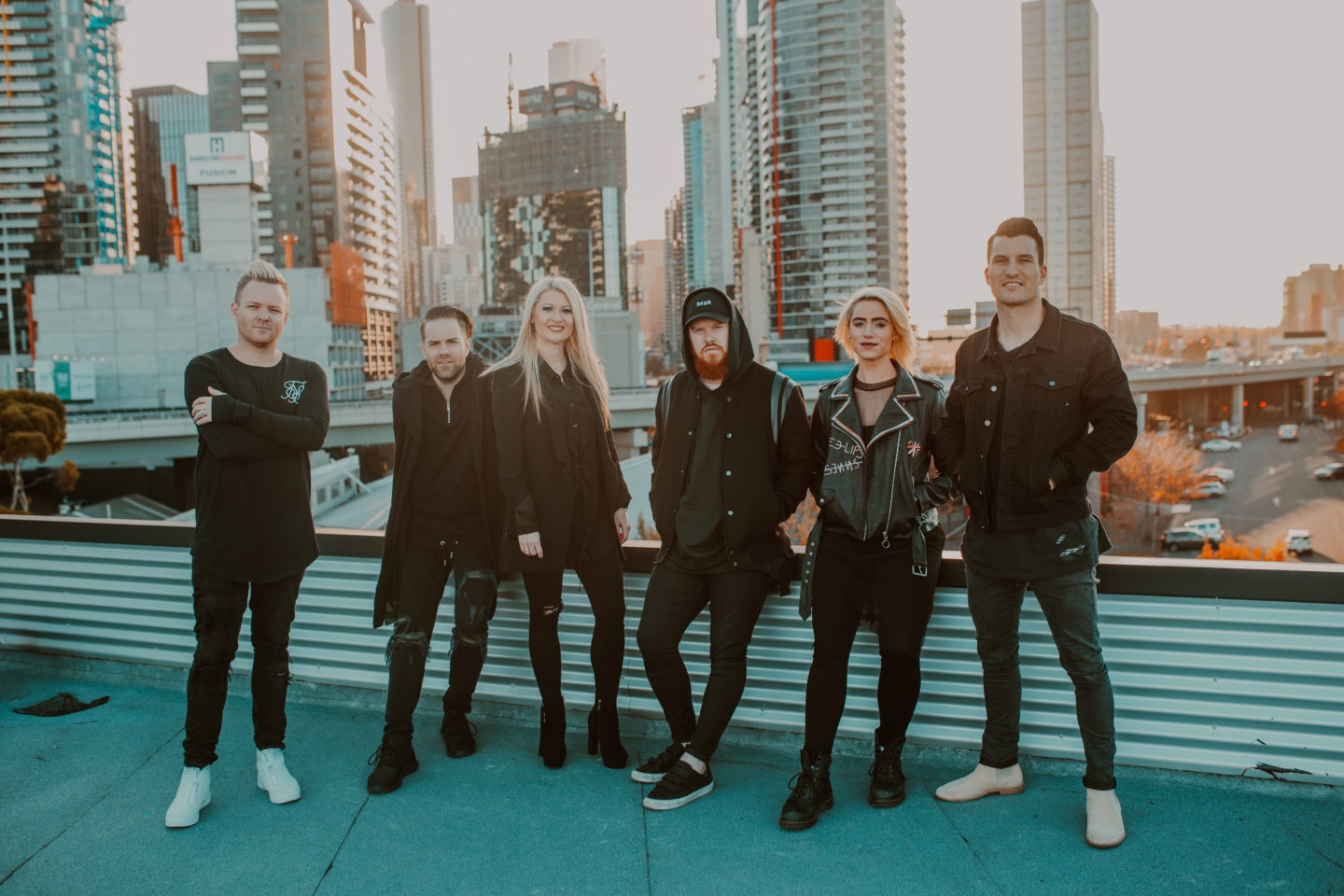
La banda Planetshakers

Los siguientes son miembros actuales y anteriores.
Miembros Actuales
- Jonathan Hunt – Director musical, líder de adoración, guitarra eléctrica, teclado, piano (2005-presente)
- Samantha Evans – Líder de adoración, voz de fondo (2000-presente)
- Brian "BJ" Pridham – Líder de adoración, voz de fondo, guitarra acústica, guitarra eléctrica
- Steve Sowden – Líder de adoración, voz de fondo
- Joe Vatucicila – Líder de adoración, voz de fondo (2007-presente)
- Natasha Ham – Líder de adoración, voz de fondo (2015-presente)
- Aimee Walker – Líder de adoración, voz de fondo (2014-presente)
- Noah Walker – Líder de adoración, voz de fondo (2018-presente)
- Andy Harrison – batería, líder de adoración (2007–presente)
- Scott Lim – teclado, piano (2006-presente)
- Nicky Seow – teclado, piano
- Josh Ham – bajo (2010-presente)
- Jesse McCarthy – guitarra eléctrica
- Zach Kellock – guitarra eléctrica (2015-presente)
- Will Broome – guitarra eléctrica/voz (2013-presente)
- Jonathan Evans – percusión, batería (2015-presente)
- Dom O'Brien - Lider de adoración/Voz (2023-presente)
- Lui Amato - Teclado, piano
- Ben Walker - Saxofón
- Aarón - Trompeta
- Terence Ong - Ingeniero de sonido (2009-presente)
- Terry Kay - Ingeniero de sonido
- Alvin Hiew - Ingeniero de sonido (2020-presente)
- Willy Tenggara - Ingeniero de sonido (2024-presente)
- Dave Pike - Ingeniero de iluminación
- Will Thomas - Ingeniero de iluminación (2018-presente)

Miembros Anteriores
- Henry Seeley – Líder de adoración, voz de fondo, guitarra eléctrica, guitarra acústica
- Guy Sebastian (2002– 2005) – voz
- Mark Peric – bajo guitarra
- Mike Webber (hasta 2014) – batería
- Liz Webber (hasta 2014) – voz de fondo
- Uli Flores – Líder de adoración, voz de fondo (hasta 2019)
- Mitch Wong – teclado, piano, compositor (hasta 2020)
- Steph Wong – Líder de adoración, voz de fondo (hasta 2020)
- Natalie Ruiz – Líder de adoración, voz de fondo (hasta 2024)
- Rudy Nikkerud – Líder de adoración, voz de fondo, guitarra acústica (hasta 2024)
- Chelsi Nikkerud – Líder de adoración, voz de fondo (hasta 2024)

## Premios
En el 2004 el álbum Open Up the Gates fue nominado para el premio Dove Awards en la categoría "Álbum de Adoración del año".
El álbum Endless Praise: Live que fue lanzado en marzo de 2014 alcanzó la posición n.º 3 en el Top Heatseekers por Billboard y en Christian Albums alcanzó la posición n.º 16 por Billboard. El video de la canción "Endless Praise" fue nominado por los premios GMA Dove Awards en la categoría "Video Musical En Formato Largometraje" del año 2014.
El álbum Nada Es Imposible en español, que fue lanzado el 29 de junio de 2014, alcanzó la posición No.17 en "Latin Pop Albums" por Billboard y fue nominado a varias categorías por los Premios Arpa entre ellas como: Mejor Álbum de Grupo Musical Cristiano, Mejor Álbum de Rock Cristiano y también fue nominado el vocalista principal de la banda Joth Hunt como Mejor Productor Musical del Año en Español.
El video de la canción "This is Our Time" fue nominado por los premios GMA Dove Awards en la categoría "Video Musical En Formato Largometraje" del año 2014.
El video de la canción "Letsgo" fue nominado por los premios GMA Dove Awards en la categoría "Video Musical En Formato Largometraje" del año 2015.
El video la canción "Overflow: Live" fue nominado por los premios GMA Dove Awards en la categoría "Video Musical En Formato Largometraje" del año 2016.
Planetshakers ha sido nominado por los premios GMA Dove Awards en la categoría: "Álbum de idioma español del año 2016" Sé Quién Eres Tú (feat. Su Presencia).
Planetshakers (feat. Su Presencia) han sido nominados por los Premios Arpa en el 2016 en la categoría: "Mejor canción en participación" "Sé quién eres tú".

## Discografía
La mayoría de los álbumes se graban en vivo en la conferencia Planetshakers y son lanzados por Planetshakers Ministries International, Integrity y Venture3Media.

### Serie de álbumes
- When The Planet Rocked (en vivo, enero de 2000)
- So Amazing (en vivo, enero de 2001)
- Phenomena (en vivo, enero de 2001)
- Reflector (en vivo, enero de 2002)
- Rain Down (en vivo, agosto de 2003)
- Open Up the Gates (mayo de 2004)
- (My King) Praise & Worship (en vivo, agosto de 2004)
- Evermore (en vivo, enero de 2005)
- Always and Forever (en vivo, enero de 2005)
- Decade: Lift Up Your Eyes (en vivo, enero de 2005)
- Arise (en vivo, enero de 2006)
- Praise Him (en vivo, mayo de 2006)
- Worship Him: 25 of Planetshakers' Greatest Worship Anthems (en vivo, mayo de 2006)
- All That I Want: Live Praise and Worship (en vivo, agosto de 2006)
- Pick It Up (en vivo, enero de 2006)
- Never Stop (en vivo, enero de 2007)
- Saviour of the World (en vivo, junio de 2007)
- Free (en vivo, enero de 2008)
- Beautiful Saviour Acoustic Series Volume One (en vivo, enero de 2008)
- All For Love (en vivo, enero de 2008)
- One (en vivo, junio de 2009)
- Deeper (Live Worship from Planetshakers City Church) (en vivo, octubre de 2009)
- Even Greater (en vivo, marzo de 2010)
- Nothing Is Impossible (agosto de 2011)
- Heal Our Land (en vivo, abril de 2012)
- Limitless (en vivo, enero de 2013)
- Endless Praise: Live (en vivo, marzo de 2014) (also a deluxe edition)
- Nada Es Imposible (en español, junio de 2014)
- This Is Our Time: Live (en vivo, octubre de 2014) (also a deluxe edition)
- Outback Worship Sessions (mayo de 2015)
- #LETSGO (en vivo, septiembre de 2015) (also a deluxe edition)
- Overflow: Live (en vivo, septiembre de 2016) (also a deluxe edition)
- Sé quién eres tú (en español, noviembre de 2016)
- Legacy (en vivo, septiembre de 2017) (also a deluxe edition)
- Legado (Versión en español de Legacy) (noviembre de 2017)
- Heaven on Earth (en vivo, octubre de 2018) (also a deluxe edition)
- Rain (en vivo, septiembre de 2019)
- It's Christmas (noviembre de 2019)
- Over It All (noviembre de 2020)
- It's Christmas Live (noviembre de 2020)
- Revival (en vivo, septiembre de 2021) (also a deluxe edition)
- Revival: Live At Chapel (en vivo, octubre de 2021)
- Greater (en vivo, septiembre de 2022)
- Greater: Live At Chapel (en vivo, octubre de 2022)
- Show Me Your Glory (Live) (en vivo, julio de 2023)
- Show Me Your Glory: Live At Chapel (en vivo, noviembre de 2023)

- Greater (en vivo, setiembre de 2022)

#### EPs
- Momentum (Live in Manila) (EP) (marzo de 2016)
- Legacy, Part. 1: Alive Again (Live) (marzo de 2017)
- Legacy, Part. 2: Passion (Live) (julio de 2017)
- “Christmas Vol. 1” (diciembre de 2017)
- Heaven on Earth, Part. 1 (abril de 2018)
- Heaven on Earth, Part. 2 (julio de 2018)
- Heaven on Earth, Part. 3 (octubre de 2018)
- “Christmas Vol. 2” (noviembre de 2018)
- “Rain Part. 1” (enero de 2019)
- “Rain Part. 2” (abril de 2019)
- “Rain Part. 3” (agosto de 2019)
- “Glory, Part 1” (enero de 2020)
- “Glory, Part 2” (abril de 2020)

#### Sencillos
- Nothing Is Impossible (agosto de 2011)
- The Anthem (diciembre de 2012)
- Endless Praise (marzo de 2014)
- Leave Me Astounded (marzo de 2014)
- Covered (octubre de 2014)
- I Know Who You Are (radio single) (mayo de 2016)
- Heaven on Earth (Radio Single) (octubre de 2018)
- Only Way (marzo de 2019)
- I Choose You (Live) (abril de 2019)
- Fall on Me (Live) (mayo de 2019)
- Rain Your Glory Down (Live) (julio de 2019)
- Escolho a Ti (feat. Fenanda Brum) (en portugués) (octubre de 2019)
- So Good (Live) (febrero de 2020)
- All (Live) (marzo de 2020)
- I Remember (studio version) (mayo de 2020)
- All Things New (Demo) (mayo de 2020)
- Over It All (Demo) (mayo de 2020)
- Chains Are Breaking (Demo) (junio de 2020)
- All I Can Say - Thank You (Demo) (junio de 2020)
- Caught up in Your Presence (Demo) (junio de 2020)
- Champion (Demo) (julio de 2020)
- Great Outpouring (Demo) (julio de 2020)
- So Fresh (Demo) (septiembre de 2020)
- Equipo Ganador (octubre de 2024)

#### Otros sencillos
- We Are One (The Live Experience) - The Potter's House & Planetshakers (junio de 2017)
- Your Presence (feat. Joni Lamb & The Daystar Singers & Band & Planetshakers) (agosto de 2021)

#### Planetshakers Kids
En el 2013 presentaron su primera producción musical para niños, Planetshakers Kids, así como su primer álbum infantil: Nothing Is Impossible. El álbum fue nominado para un GMA Dove Awards como "Mejor Álbum del año para la Música Infantil".